# 喬氏笛鯛
喬氏笛鯛，為輻鰭魚綱鱸形目鱸亞目笛鯛科的其中一種，分布於東太平洋區，從墨西哥南部至秘魯海域，棲息深度可達50公尺，本魚頭尖，上頜骨幾乎延伸到眼中間，上背部暗紫色，頭頂深橄欖色，側面銀色斑點形成縱紋，背鰭硬棘10枚;背鰭軟條14枚;臀鰭硬棘3枚;臀鰭軟條9枚，體長可達60公分，棲息在岩石底質海域，屬肉食性，以魚類、無脊椎動物等為食，可做為食用魚及遊釣魚。

## 擴展閱讀
維基物種上的相關：喬氏笛鯛